# معركة النهروان
معركة النَّهْرَوان إحدى المعارك الإسلامية الداخلية المبكرة، وقعت سنة 38 هـ (حوالي سنة 659م)، بين علي بن أبي طالب وبين المحكّمة (الخوارج فيما بعد)، والنهروان موقع بين بغداد وحلوان. وكانت المعركة واحدة من نتائج معركة صفين بين علي بن أبي طالب ومعاوية بن أبي سفيان، والتي انتهت بالاتفاق على التحكيم بعد رفع المصاحف على أسنة الرماح إشارة إلى ضرورة التحاكم إلى كتاب الله، وحينها رفضت جماعة التحكيم وكان عدد جيشهم يبلغ إثنا عشر ألفًا بقيادة عبد الله بن وهب الراسبي ورفعوا شعارهم الشهير: لا حكم إلا حكم الله. ناظرهم عبدالله بن عباس وكبار الصحابة فعاد أكثرهم وتابوا وعاد للكوفة ومعه قرابة الستة آلاف من الخوارج التائبين فسُر بهم علي بن أبي طالب ودعا لابن عباس، وانتهت المعركة بانتصار جيش علي بن أبي طالب عليهم. ولم ينج من المحكمة إلا أربعين شخصا فقط.

## نبذة تاريخية
عندما قامت الفتنة بين المسلمين عقِب مقتل الخليفة الراشد الثالث عثمان بن عفان كان أكبر تداعٍ لها هو الصدام الفظيع الذي وقع بموقعة صفين سنة 37هـ بين الخليفة الرابع علي بن أبي طالب ووالي الشام معاوية بن أبي سفيان فانفضت المعركة بلا منتصر واتفق الجيشان على إرسال حكمين كلٌ منهم يمثل الطرف الآخر فكان حَكم جيش علي بن أبي طالب أبو موسى الأشعري وحكم جيش معاوية بن أبي سفيان عمرو بن العاص وكُتب بذلك كتابًا قرأ على الناس كان بمثابة الشرارة التي أوقدت نار فرقة الخوارج، عندما خرج الأشعث بن قيس بالكتاب يقرأ على الناس حتى مر على طائفة من بني تميم فيهم عروة بن أديَّة فقال للأشعث: «تُحكِّمون في أمر الله الرجال لا حكم إلا لله»، ثم شد بسيفه فضرب بها عجز دابة الأشعث فغضب الناس لذلك، ولكن سادة بني تميم اعتذروا، وانتهت المشكلة.
ولما قفل جيش علي بن أبي طالب راجعًا إلى الكوفة في الطريق قد تبلورت جماعة الخوارج وانضم إليهم من كان على رأسهم، وتضارب الناس في طريق العودة بالسياط والشتائم فلما وصلوا إلى الكوفة انحاز الخوارج إلى قرية يقال لها حروراء قريبة من الكوفة وكانوا اثني عشر ألفًا، ونصّبوا عليهم أميرًا للقتال وآخر للصلاة فأقبل عليهم علي وابن عباس وغيرهما ليقنعوهم بالعودة إلى الكوفة فأبوا في أول الأمر، ثم دخلوا جميعًا إلى الكوفة.

### خروج الخوارج من الكوفة
لما أراد علي بن أبي طالب إرسال أبي موسى الأشعري حكمًا أتاه رجلان من الخوارج هما زرعة بن البرج وحرقوص بن زهير الشهير بذي الخويصرة التميمي فقالا له:«لا حكم إلا لله»، فقال علي: «لا حكم إلا لله»، وتناظر الرجلان من الخوارج مع علي، ثم خرجا من عنده يألبان الخوارج عليه وخطب علي يومًا بالمسجد فقام عدد من الخوارج يصيحون في جنباته: «لا حكم إلا لله»، فقال علي بن أبي طالب: «الله أكبر كلمة حقٍ أريد بها باطل أما إن لكم عندنا ثلاثًا ما صحبتمونا لا نمنعكم مساجد الله أن تذكروا فيها اسمه ولا نمنعكم الفيء ما دامت أيديكم مع أيدينا ولا نقاتلكم حتى تبدأونا وإنما فيكم أمر الله».
فحينها خرجت الخوارج من المسجد واجتمعت بدار عبد الله بن وهب الراسبي واتفقوا على الخروج من الكوفة إلى بلدة يجتمعون فيها لإنفاذ حكم الله بزعمهم فأشار بعضهم بالمدائن ولكن الباقي رفض لحصانتها وقوة حمايتها وأخيرًا اتفقوا على جسر النهروان (غربي دجلة بين بغداد وحلوان) قريبًا من الكوفة وتكالب خوارج الكوفة مع خوارج البصرة على الخروج في وقت واحد إلى النهروان.
بعد انقضاء قضية الحكمين بلا نتيجة عزم علي بن أبي طالب على قتال معاوية بن أبي سفيان وأهل الشام مرة أخرى واجتمع عنده خمس وستون ألفًا من أهل العراق ثم كتب علي بن أبي طالب للخوارج بالنهروان يدعوهم للقتال فرفضوا دعوته وقالوا له: «إنك لم تغضب لربك وإنما غضبت لنفسك فإن شهدت على نفسك بالكفر واستقبلت التوبة نظرنا فيما بيننا وبينك وإلا فقد نبذناك على سواء إن الله لا يحب الخائنين».
فأراد ابن عباس أن يخرج لمعسكر الخوارج ليدعوهم للحق والعودة إلى الصواب فخشي عليه علي بن أبي طالب ولكنه طمأنه ثم دخل ابن عباس معسكرهم ودار بينهم حوار طويل ظهرت فيه مقدرة ابن عباس الإقناعية وفقهه وعلمه الجمّ حتى استطاع أن يرجع للكوفة ومعه قرابة الستة آلاف من الخوارج التائبين فسُر بهم علي بن أبي طالب ودعا لابن عباس.

### اعتداء الخوارج على المسلمين
ظل الأمر هكذا الخوارج ساكنين لا يظهرون قتالاً ولا عداوة حتى وصل لأسماعهم خروج علي بن أبي طالب بأهل العراق لقتال أهل الشام فبدا لهم أن يدخلوا الكوفة فتحركوا من البصرة على طريق النهروان وفي الطريق حدثت حادثة كانت السبب في قتالهم بعد ذلك وهي قيامهم بقتل عبد الله بن خباب بن الأرت وزوجته الحامل وثلاثة نساء آخريات من قبيلة طيء.

## سبب معركة النهروان
بدأ الخوارج بسفك الدماء المحرمة في الإسلام وقد تعددت الروايات في ارتكابهم المحظورات فعن رجل من عبد القيس قال: كنت مع الخوارج فرأيت منهم شيئًا كرهته ففارقتهم على أن لا أكثر عليهم فبينما أنا مع طائفة منهم إذ رأوا رجلاً خرج كأنه فزع وبينهم وبينه نهر فقطعوا إليه النهر فقالوا: كأنَّا رعناك؟
قال: أجل، قالوا: ومن أنت، قال: أنا عبد الله بن خباب بن الأرت، قالوا: عندك حديث تحدثناه عن أبيك عن رسول الله صلى الله عليه وسلم، قال: سمعته يقول: إنه سمع النبي صلى الله عليه وسلم يقول: «إن فتنة جائية القاعد فيها خير من القائم والقائم فيها خير من الماشي فإذا لقيتهم فإن استطعت أن تكون عبد الله المقتول فلا تكن عبد الله القاتل».
فأخذوه وسريَّة له معه فمر بعضهم على تمرة ساقطة من نخلة فأخذها فألقاها في فِيه فقال بعضهم: تمرة معاهد فبم استحللتها، فألقاها من فيه ثم مروا على خنزير فنفحه بعضهم بسيفه فقال بعضهم: خنزير معاهد فبم استحللته، فقال عبد الله: ألا أدلكم على ما هو أعظم عليكم حرمة من هذا، قالوا: نعم، قال: أنا.
فقدموه فضربوا عنقه فرأيت دمه يسيل على الماء كأنه شراك نعل اندفر بالماء حتى توارى عنه ثم دعوا بسرية له حبلى فبقروا عما في بطنها.
فأثار هذا العمل الرعب بين الناس وأظهر مدى إرهابهم ببقر بطن هذه المرأة وذبحهم عبد الله كما تذبح الشاة ولم يكتفوا بهذا بل صاروا يهددون الناس قتلاً حتى إن بعضهم استنكر عليهم هذا العمل قائلين: ويلكم ما على هذا فارقنا عليًّا.
بالرغم من فظاعة ما ارتكبه الخوارج من منكرات بشعة لم يبادر علي بن أبي طالب إلى قتالهم بل أرسل إليهم أن يسلموا القتلة لإقامة الحد عليهم فأجابوه بعناد واستكبار: وكيف نقيدك وكلنا قتله قال: أوَكلكم قتله قالوا: نعم. فسار إليهم بجيشه الذي قد أعدَّه لقتال أهل الشام في شهر محرم من عام 38هـ، وعسكر على الضفة الغربية لنهر النهروان والخوارج على الضفة الشرقية بحذاء مدينة النهروان.

## الاستعدادات للمعركة
كان علي بن أبي طالب يدرك أن هؤلاء القوم هم الخوارج الذين عناهم النبي محمد بالمروق من الدين لذلك أخذ يحث أصحابه أثناء مسيرهم إليهم ويحرضهم على قتالهم، وعسكر الجيش في مقابلة الخوارج يفصل بينهما نهر النهروان وأمر جيشه ألاّ يبدأوا بالقتال حتى يجتاز الخوارج النهر غربًا وأرسل علي رسله يناشدهم الله ويأمرهم أن يرجعوا وأرسل إليهم البراء بن عازب يدعوهم ثلاثة أيام فأبوا، ولم تزل رسله تختلف إليهم حتى قتلوا رسله واجتازوا النهر.
وعندما بلغ الخوارج هذا الحد وقطعوا الأمل في كل محاولات الصلح وحفظ الدماء ورفضوا عنادًا واستكبارًا العودة إلى الحق وأصروا على القتال قام علي بن أبي طالب بترتيب جيشه وتهيئته للقتال فجعل على ميمنته حجر بن عدي وعلى الميسرة شبث بن ربعي ومعقل بن قيس الرياحي وعلى الخيل أبا أيوب الأنصاري وعلى الرَّجَّالة أبا قتادة الأنصاري وعلى أهل المدينة - وكانوا سبعمائة - قيس بن سعد بن عبادة وأمر عليٌّ أبو أيوب الأنصاري أن يرفع راية أمان للخوارج ويقول لهم: «من جاء إلى هذه الراية فهو آمن ومن انصرف إلى الكوفة والمدائن فهو آمن إنه لا حاجة لنا فيكم إلا فيمن قتل إخواننا». فانصرف منهم طوائف كثيرون وكانوا أربعة آلاف فلم يبقَ منهم إلا ألف أو أقل مع عبد الله بن وهب الراسبي.

## المعركة ونشوب القتال
زحف الخوارج إلى علي فقدّم عليٌّ بين يديه الخيل وقدم منهم الرماة وصفَّ الرجَّالة وراء الخيَّالة وقال لأصحابه: كفوا عنهم حتى يبدأوكم وأقبلت الخوارج يقولون: لا حكم إلا لله الرواح الرواح إلى الجنة. وبعد معركة حاسمة وقصيرة أخذت وقتًا من اليوم التاسع من شهر صفر عام 38هـ.
وأسفرت هذه المعركة الخاطفة عن عددٍ كبير من القتلى في صفوف الخوارج فتذكر الروايات أنهم أصيبوا جميعًا ويذكر المسعودي: أن عددًا يسيرًا لا يتجاوز العشرة فروا بعد الهزيمة الساحقة. أما جيش علي فقد قُتل منه رجلان فقط، وقيل قتل من أصحاب عليٍّ اثنا عشر أو ثلاثة عشر، وقيل لم يقتل من المسلمين إلا تسعة رهط.

### ذو الثديَّة وأثر مقتله في جيش علي
كان علي يتحدث عن الخوارج منذ ابتداء بدعتهم وكثيرًا ما كان يتعرض إلى ذكر ذي الثُّدَيَّة وأنه علامة هؤلاء ويسرد أوصافه. وبعد نهاية المعركة الحاسمة أمر علي أصحابه بالبحث عن جثة المُخْدَجِ لأن وجودها من الأدلة على أن عليًّا على حقٍّ وصواب. وبعد مدة من البحث مرت على عليٍّ وأصحابه وجد علي جماعة مكوَّمة بعضها على بعض عند شفير النهر، قال: أخرجوهم. فإذا المخدج تحتهم جميعًا مما يلي الأرض، فكبّر علي ثم قال: صدق الله وبلَّغ رسوله وسجد سجود الشكر وكبَّر الناس حين رأوه واستبشروا.

## معاملة علي بن أبي طالب للخوارج
عامل علي بن أبي طالب الخوارج قبل الحرب وبعدها معاملة المسلمين فما إن انتهت المعركة حتى أصدر أمره في جنده ألا يتبعوا مُدبِرًا أو يذففوا على جريح أو يمثِّلوا بقتيل يقول شقيق بن سلمة: لم يسْبِ عليٌّ يوم الجمل ولا يوم النهروان.
وقد حمل رثة أهل النهر إلى الكوفة وقال: من عرف شيئًا فليأخذه، فجعل الناس يأخذون حتى بقيت قدر فجاء رجل وأخذها، وهذه الرواية لها طرق عدة، ولم يقسم بين جنده إلا ما حمل عليه الخوارج في الحرب من السلاح والكراع فقط وعلي بن أبي طالب لم يكفر الخوارج إذ قبل الحرب حاول إرجاعهم إلى الجماعة وقد رجع كثير منهم ووعظهم وخوفهم القتال يقول ابن قدامة: «وإنما كان كذلك لأن المقصود كفهم ودفع شرهم لا قتلهم فإن أمكن لمجرد القول كان أولى من القتال لما فيه من الضرر بالفريقين وهذا يدل على أن الخوارج فرقة من المسلمين كما قال بذلك كثير من العلماء».
وقد سُئل علي أكفارٌ هم، قال: من الكفر فروا، فقيل: منافقون قال: المنافقون لا يذكرون الله إلا قليلاً قيل: فما هم قال: قوم بغوا علينا فقاتلناهم، وفي رواية: قوم بغوا علينا فنصرنا عليهم، وفي رواية: قوم أصابتهم فتنة فعموا فيها وصموا كما أنه وجه نصيحة لجيشه وللأمة الإسلامية من بعده فقال: «إن خالفوا إمامًا عادلاً فقاتلوهم وإن خالفوا إمامًا جائرًا فلا تقاتلوهم فإن لهم مقالاً».

## طالع كذلك
- موقعة صفين.
- موقعة الجمل.
- خلافة علي بن أبى طالب.